# Ed Cassidy
Ed „Cass“ Claude Cassidy (4. května 1923 Harvey, Illinois – 6. prosince 2012 San José, Kalifornie) byl americký bubeník, člen skupiny Spirit.

## Život
Narodil se v roce 1923 ve městě Harvey nedaleko Chicaga. Jeho vlastní otec brzy zemřel a Ed Cassidy se hudbě začal věnovat pod vlivem svého nevlastního otce, který hrál na housle. Počátkem třicátých let se s rodinou přestěhoval do Kalifornie, kde roku 1937 zahájil kariéru profesionálního hudebníka, ale během druhé světové války odešel do armády, kde sloužil v námořnictvu. Později se vrátil k hudbě, hrál například dixieland, country, ale krátce působil také v operním domě San Francisco Opera. V padesátých letech vystupoval s různými jazzovými hudebníky, mezi které patřil například Cannonball Adderley, Gerry Mulligan a Art Pepper. V šedesátých letech působil spolu s Ry Cooderem a Taj Mahalem ve skupině Rising Sons.
V roce 1967 založil se svým nevlastním synem, kytaristou a zpěvákem Randym Californiou, rockovou skupinu Spirit. Spolu s kytaristou byl jediným členem, který v ní působil po celou dobu její existence. Skupina zanikla v roce 1997, kdy California zahynul. Cassidy byl výrazně starší než ostatní členové skupiny. Rovněž spolupracoval se zpěvákem Merrellem Fankhauserem. Zemřel roku 2012 ve věku 89 let, příčinou úmrtí byla rakovina.